# Hullemaskine
En hullemaskine (eller hulapparat) er et almindeligt skrivebordsredskab, hvormed man laver huller i papir, oftest med henblik på at få det til at passe ind i et ringbind.

## Historie
De første hullemaskiner er blevet produceret i Tyskland, og d. 14. november 1886 blev opfindelsen patenteret af Friedrich Soennecken under navnet Papierlocher für Sammelmappen.

## Mekanisme
En typisk hullemaskine, uanset antallet af huller, har et håndtag, som bliver brugt til at skubbe de skarpe cylindre igennem stakken af papir. Hullemaskiner kan have forskellig størrelser alt efter papirstakkens størrelse. Ved mindre privatbrug vil et håndtag, der kan skubbes 8 cm lodret nedad, normalt være rigeligt.
Rundt i verden findes der forskellige standardmål for hullernes placering og størrelse.
På nogle hullemaskiner kan hullernes antal og placering indstilles, så maskinen kan lave huller efter forskellige standarder.